# 柏木貴代
柏木 貴代（かしわぎ たかよ、1985年9月3日 - ）は、日本の女性アイドルグループ「美少女クラブ31」の元メンバー。滋賀県大津市出身。オスカープロモーションに所属していた。

## 経歴
- 第9回全日本国民的美少女コンテスト出身。
- 2005年から2006年にかけて、『(秘)ひらめ筋』（日本テレビ、後に『ひらめ筋GOLD』に移行）の番組企画で、西秋愛菜、福井未菜とともに21回サハラマラソンに挑み完走した（総合順位582位/総合時間64時間48分43秒　完走者585人/リタイヤ146人）。

## 出演

### ドラマ
- Pinkの遺伝子 （2005年、テレビ東京）第11話主役 - 水江マドカ 役
- 半分の月がのぼる空（2006年、テレビ東京） - 水谷みゆき 役
- Xenos クセノス（2007年、テレビ東京ドラマ24枠） - 瀬戸美紗子 役
- 学問ノススメ（2007年、朝日放送） - 榊原千秋 役

### 情報・バラエティほか
- びわ湖カンパニー(びわ湖放送)
- GIRLS A GOGO!（2003年〜2006年、テレビ朝日）
- ひらめ筋GOLD（2005年〜2006年、日本テレビ）－同番組の深夜放送時代（(秘)ひらめ筋）から出演し、「サハラマラソンプロジェクト」に挑戦。
- 早春の東北物語〜アノCM現場をたずねて、魅力の東北を巡っちゃいました（2006年3月18日、宮城テレビ放送）
- 晴れ・どきドキ晴れ（2006年10月〜2007年9月、CBC） － 2006年10月より晴ドキ調査隊員として出演。前任者は同じ美少女クラブ31の酒井瑛里。
- フリスタ（2006年10月〜2007年3月、テレビ埼玉）司会
- 恋愛百景（2006年〜2007年、テレビ朝日）#9みなとみらい、#18浅草、#37新宿、#42夏の特別編3
- ポリティカルプラネット(2007年4月〜6月、朝日ニュースター)アシスタント（原幹恵と隔週で担当）

### CM
- 大正製薬 「パブロン点鼻Ｚ」
- ECCアーティスト専門学校(2006年)

### ラジオ
- 電撃大賞（文化放送） - 森田成一とともにパーソナリティ（2004年10月から2007年9月まで）
- e-radio（FM滋賀）「radio drive」（月曜日担当）